# Lista telefonów marki Motorola
Lista telefonów marki Motorola – lista wyprodukowanych telefonów komórkowych przez firmę Motorola.

## lata 80.
| model   | wprowadzenie na rynek | wymiary (mm)  | masa        | pasmo       | tryb wiadomości | dodatkowe informacje                           | źródło |
| ------- | --------------------- | ------------- | ----------- | ----------- | --------------- | ---------------------------------------------- | ------ |
| DynaTAC | 1983                  | 330x88,9x44,5 | prawie 2 kg | 824–894 MHz | N               | Pierwszy na świecie model telefonu komórkowego |        |

## lata 90.
| model              | wprowadzenie na rynek | wymiary (mm) | masa  | pasmo | wbudowana pamięć | tryb wiadomości | dodatkowe informacje                                                                                        | źródło      |
| ------------------ | --------------------- | ------------ | ----- | ----- | ---------------- | --------------- | --- | ----------- |
| International 3200 | 1992                  | 43×195×67    | 520 g | 900   | N                | N               | Antena o dł. od 8 do 17,5 cm (w zleżności od wykonania). W Europie sprzedawana pod markami Bosch i Telekom. | [ 2 ] [ 1 ] |

## 2003
| model  | wymiary (mm) | masa  | pasmo             | maksymalny czas czuwania maksymalny czas rozmowy | wbudowana pamięć | tryb wiadomości    | aparat cyfrowy | dodatkowe informacje | źródło |
| ------ | ------------ | ----- | ----------------- | ------------------------------------------------ | ---------------- | ------------------ | -------------- | --- | ------ |
| A760   | 53x100x21    | 120 g | 900/1800          | 180 godz. 300 min                                | 32 MB            | SMS MMS EMS e-mail | N              | - Wyświetlacz kolorowy 65 536 kolorów, 240x320 px, dotykowy - IrDA, Bluetooth - GPRS: Class 10 - WAP - Java - PDA oparty na Linux - Przeglądarka xHTML | [ 4 ]  |
| E365   | 107x45x19,5  | 93 g  | 900/1800          | 150 godz. 150 min                                | 2 MB             | SMS MMS EMS        | 0,3 Mpx        | – | [ 5 ]  |
| MPx220 | 100x48x24    | 114 g | 850/900/1800/1900 | 260 godz. 420 min                                | 32 MB            | SMS MMS            | 1,3 Mpx        | – | [ 6 ]  |

## 2004
| model   | wymiary (mm) | masa  | pasmo              | maksymalny czas czuwania maksymalny czas rozmowy | wbudowana pamięć | tryb wiadomości | aparat cyfrowy | dodatkowe informacje             | źródło |
| ------- | ------------ | ----- | ------------------ | ------------------------------------------------ | ---------------- | --------------- | -------------- | -------------------------------- | ------ |
| A925    | 60x148x24    | 210 g | 900/1800/1900/UMTS | 160 godz. 120 min                                | 12 MB            | SMS MMS         | 0,3 Mpx        | interfejs UIQ 2.1; Java MIDP 2.0 | [ 7 ]  |
| A1000   | 57,5x116x20  | 160 g | 900/1800/1900/UMTS | 150 godz. 150 min                                | 24 MB            | SMS MMS         | 1,3 Mpx        | –                                | [ 8 ]  |
| C975    | 114x24x53    | 139 g | 900/1800           | 150 godz. 130 min                                | 3,7 MB           | SMS MMS         | 0,3 Mpx        | –                                | [ 9 ]  |
| C980    | 114x53x24,5  | 139 g | 900/1800/1900      | 240 godz. 100 min                                | 2 MB             | SMS MMS         | T              | –                                | [ 10 ] |
| E398    | 46x99x21     | 108 g | 900/1800/1900      | 210 godz. 525 min                                | 5 MB             | SMS MMS         | 0,3 Mpx        | –                                | [ 11 ] |
| RAZR V3 | 53x98x13     | 95 g  | 850/900/1800/1900  | 280 godz. 420 min                                | 6 MB             | SMS MMS         | 0,3 Mpx        | –                                | [ 12 ] |

## 2005
| model   | wymiary (mm) | masa  | pasmo             | maksymalny czas czuwania maksymalny czas rozmowy | wbudowana pamięć | tryb wiadomości | aparat cyfrowy | dodatkowe informacje | źródło | zdjęcie |
| ------- | ------------ | ----- | ----------------- | ------------------------------------------------ | ---------------- | --------------- | -------------- | -------------------- | ------ | ------- |
| C651    | 103x44x20    | 85 g  | 900/1800/1900     | 215 godz. 348 min                                | 1,9 MB           | SMS EMS MMS     | 0,3 Mpx        | –                    | [ 13 ] |         |
| PEBL U6 | 87x49x20     | 110 g | 850/900/1800/1900 | 250 godz. 400 min                                | 5 MB             | SMS MMS         | T              | –                    | [ 14 ] |         |
| ROKR E1 | 108x46x20,5  | 107 g | 850/900/1800/1900 | 230 godz. 560 min                                | ?                | SMS MMS         | 0,3 Mpx        | –                    | [ 15 ] |         |
| V360    | 47x90x24     | 104 g | 900/1800/1900     | 240 godz. 450 min                                | 5 MB             | SMS MMS         | 0,3 Mpx        | –                    | [ 16 ] |         |
| V500    | 49x89x25     | 123 g | 850/900/1800/1900 | 200 godz. 390 min                                | 5 MB             | SMS MMS         | 0,3 Mpx        | –                    | [ 17 ] |         |

## 2006
| model       | wymiary (mm)   | masa  | pasmo             | maksymalny czas czuwania maksymalny czas rozmowy | wbudowana pamięć | tryb wiadomości | aparat cyfrowy | dodatkowe informacje               | źródło |
| ----------- | -------------- | ----- | ----------------- | ------------------------------------------------ | ---------------- | --------------- | -------------- | ---------------------------------- | ------ |
| E1000       | 113x52x23      | 148 g | 900/1800/1900     | 350 godz. 420 min                                | 16 MB            | SMS MMS         | 1,3 Mpx        | –                                  | [ 18 ] |
| MOTOFONE F3 | 113,5x46x9,1   | 68 g  | 850/900/1800/1900 | 396 godz. 270 min                                | ?                | SMS             | N              | wyświetlacz w technologii e-papier | [ 19 ] |
| SLVR L6     | 113x49x10,9    | 86 g  | 900/1800/1900     | 350 godz. 350 min                                | 11 MB            | SMS MMS         | 0,3 Mpx        | –                                  | [ 20 ] |
| SLVR L7     | 49x99,9x11,5   | 96 g  | 850/900/1800/1900 | 350 godz. 400 min                                | 5 MB             | SMS MMS         | 0,3 Mpx        | –                                  | [ 21 ] |
| RIZR Z3     | 105,5x45,5x16  | 115 g | 850/900/1800/1900 | 200 godz. 230 min                                | 20 MB            | SMS MMS         | 2 Mpx          | –                                  | [ 22 ] |
| V235        | 85,9x46,8x24,7 | 103 g | 900/1800/1900     | 260 godz. 300 min                                | 10,5 MB          | SMS MMS EMS     | T              | –                                  | [ 23 ] |

## 2007
| model        | wymiary (mm) | masa  | pasmo             | maksymalny czas czuwania maksymalny czas rozmowy | wbudowana pamięć | tryb wiadomości | aparat cyfrowy | dodatkowe informacje | źródło |
| ------------ | ------------ | ----- | ----------------- | ------------------------------------------------ | ---------------- | --------------- | -------------- | -------------------- | ------ |
| KRZR K1      | 103x42x16    | 102 g | 850/900/1800/1900 | 300 godz. 400 min                                | 20 MB            | SMS MMS EMS     | 2 Mpx          | –                    | [ 24 ] |
| KRZR K3      | 103x42x16    | 110 g | 850/900/1800/1900 | 300 godz. 400 min                                | 50 MB            | SMS MMS EMS     | 2 Mpx          | –                    | [ 25 ] |
| RAZR maxx V6 | 104x53x15,2  | 105 g | 900/1800/1900     | 360 godz. 300 min                                | 50 MB            | SMS MMS EMS     | 2 Mpx          | –                    | [ 26 ] |
| RAZR² V8     | 103x51x11,9  | 117 g | 850/900/1800/1900 | 280 godz. 500 min                                | 512 MB           | SMS MMS EMS     | 2 Mpx          | –                    | [ 27 ] |
| RAZR² V9     | 103x53x13    | 125 g | 850/900/1800/1900 | 294 godz. 180 min                                | 45 MB            | SMS MMS EMS     | 2 Mpx          | –                    | [ 28 ] |

## 2008
| model   | wymiary (mm) | masa  | pasmo             | maksymalny czas czuwania maksymalny czas rozmowy | wbudowana pamięć | tryb wiadomości | aparat cyfrowy | dodatkowe informacje | źródło |
| ------- | ------------ | ----- | ----------------- | ------------------------------------------------ | ---------------- | --------------- | -------------- | -------------------- | ------ |
| ROKR E8 | 115x53x10,6  | 100 g | 850/900/1800/1900 | 300 godz. 300 min                                | 2 GB             | SMS MMS EMS     | 2 Mpx          | –                    | [ 29 ] |

## 2009
| model          | wymiary (mm)   | masa  | pasmo             | maksymalny czas czuwania maksymalny czas rozmowy | wbudowana pamięć | tryb wiadomości | aparat cyfrowy | dodatkowe informacje                                                                                           | źródło |
| -------------- | -------------- | ----- | ----------------- | ------------------------------------------------ | ---------------- | --------------- | -------------- | --- | ------ |
| Aura Celestial | 96,9x47,6x18,6 | 141 g | 850/900/1800/1900 | 400 godz. 438 min                                | 2 GB             | SMS MMS EMS     | 2 Mpx          | Telefon wydano z okazji 40. lądowania na Księżycu misji Apollo 11. Pierwszy egzemplarz otrzymał Neil Armstrong | [ 31 ] |

## 2010
| Model           | Wymiary (mm)     | Masa  | Pasmo             | Maksymalny czas czuwania i maksymalny czas rozmowy | Wbudowana pamięć | Pamięć RAM | Aparat cyfrowy | Dodatkowe informacje | Źródło |
| --------------- | ---------------- | ----- | ----------------- | -------------------------------------------------- | ---------------- | ---------- | -------------- | -------------------- | ------ |
| DEFY            | 107x59x13,4      | 118 g | 850/900/1800/1900 | 238 godz. 408 min                                  | 2 GB             | 512 MB     | 5 Mpx          | –                    | [ 32 ] |
| Milestone XT720 | 60,9×115,95×10,9 | 142 g | 850/900/1800/1900 | 270 godz. 385 min                                  | 512 MB           | 256 MB     | 8 Mpx          | –                    | [ 33 ] |

## 2013
| Model  | Wymiary (mm)    | Masa  | Pasmo             | Maksymalny czas czuwania i maksymalny czas rozmowy | Wbudowana pamięć | Pamięć RAM | Aparat cyfrowy                                                    | Dodatkowe informacje | Źródło |
| ------ | --------------- | ----- | ----------------- | -------------------------------------------------- | ---------------- | ---------- | ----------------------------------------------------------------- | -------------------- | ------ |
| Moto X | 129,3x65,3x10,4 | 130 g | 850/900/1800/1900 | ?                                                  | 16 GB            | 2 GB       | przód – 2.1 MPx, tył – 10,5 MP z clear pixel sensor z lampą flash | –                    | [ 34 ] |